# Scaphyglottis corallorrhiza
Scaphyglottis corallorrhiza là một loài thực vật có hoa trong họ Lan. Loài này được (Ames) Ames, F.T.Hubb. & C.Schweinf. miêu tả khoa học đầu tiên năm 1934.